# Sismo de 1963 em Escópia
O terremoto de 1963 em Escópia (macedônio: Скопски земјотрес 1963, Skopski zemjotres de 1963) foi um terremoto com uma magnitude de 6,9 na escala Richter, que atingiu uma parte da República Socialista da Macedónia (agora Macedônia), na manhã de  26 de julho de 1963.
O terremoto afetou principalmente o vale do rio Vardar (onde está localizada Escópia, capital e principal cidade macedônica) e as cadeias de montanhas adjacentes (Souva Gora, Tsrna Gora, Yakupitsa). Em Escópia, o dano foi considerável, tanto em termos de perdas humanas (pelo menos 1 000 mortos, 3 000 feridos e 120 000 desabrigados) e perdas materiais (mais de 80% da cidade foi destruída).
O terremoto é uma consequência direta da atividade tectônica da península balcânica e, mais precisamente, da presença de uma falha (chamada sulco do Vardar) que vai do mar Egeu até a região de Belgrado.
O desastre marcou a história de Escópia, que perdeu a maior parte de sua infraestrutura e patrimônio histórico, mas também marcou a mídia da época e desencadeou muitas reações internacionais. O statusnão alinhado da Iugoslávia permitiu que os cidadãos da cidade recebessem ajuda de todo o mundo. A reconstrução foi rápida e orquestrada por grandes nomes da arquitetura moderna, como o japonês Kenzo Tange.

## Contexto

### Contexto sísmica

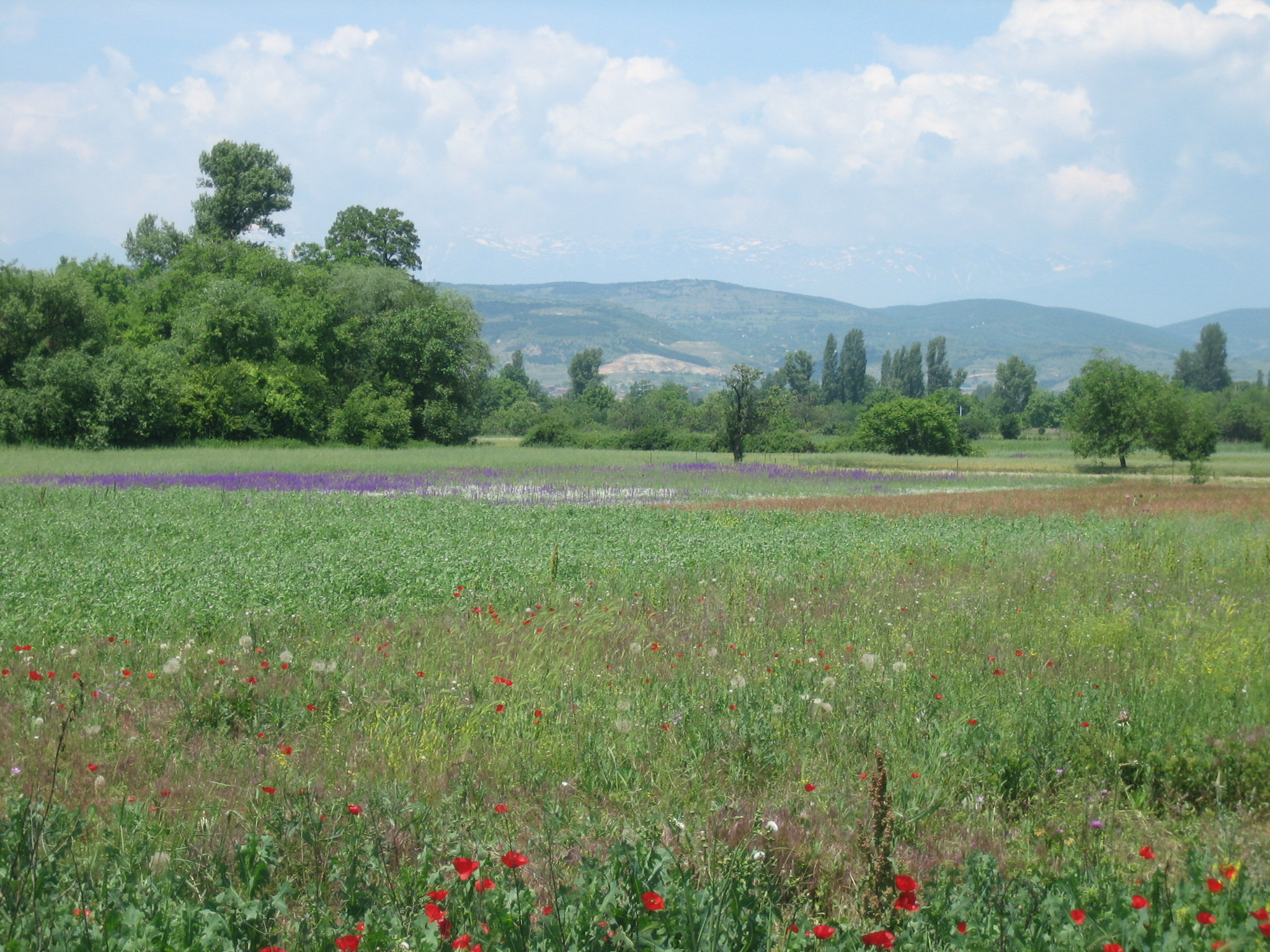
O vale de Escópia, uma bacia sedimentar rodeada por montanhas.

Escópia fica em uma bacia sedimentar cercada por montanhas e atravessada pelo Vardar, um rio que deságua no Mar Egeu. Esta bacia cobre 2 100 km² e a cidade ocupa apenas um décimo do espaço. Todo o território macedônio é conhecido por ser uma área de risco, como citado por muitos sismólogos, como Fernand de Montessus de Ballore e Charles Francis Richter. O próprio Vale do Vardar é uma região com terremotos frequentes, e a região de Escópia é sua parte mais vulnerável.
Antes de 1905 e da criação do Instituto Sismológico de Belgrado, a história dos terremotos na Macedônia é muito pouco documentada. Apenas dois grandes terremotos anteriores a essa data são conhecidos pelos historiadores. A primeira, ocorrida em 518, resultou no desaparecimento da cidade romana de Scupi (onde hoje é Escópia) e deixou uma fissura de 40 quilômetros de comprimento e até quatro metros de largura. A segunda ocorreu em 1555 e destruiu pelo menos parte de Escópia. O primeiro terremoto teve uma intensidade estimada em IX na escala de Mercalli.
No século XX, vários terremotos ocorreram na região, especialmente perto da aldeia de Mirkovrtsi em 1921. Os choques repetitivos atingiram então de 4,6 a 5,1 graus de magnitude, tanto VII quanto VIII na escala de Mercalli. No mesmo ano, a cidade de Gnjilane, no vizinho Kosovo, também foi afetada por um terremoto.

### Escópia antes do terremoto
Em 1963, Escópia, a capital da República Socialista da Macedônia, é uma cidade média de cerca de 166 000 habitantes e está em um grande município com 312 000 habitantes e muitas aldeias.. Concentra as atividades econômicas e culturais da Macedônia e se beneficia muito dos investimentos da Iugoslávia. Naquela época, Escópia representava 35% da indústria macedônica e produzia 43% da receita da República Socialista da Macedônia.
A cidade era dividida pelo rio Vardar, ao norte havia o antigo bazar otomano, ainda bem preservado, e ao sul, os bairros modernos. O moderno centro da cidade, centrado em torno da Praça Marechal Tito, data do início do século XX, mas as casas de tijolo e estuque foram gradualmente substituídas por edifícios de concreto. Ao redor do centro, muitos bairros residenciais apareceram depois da guerra. Eles geralmente eram compostos de blocos de edifícios.
A modernização da cidade e a expansão urbana que ocorreu após a Segunda Guerra Mundial, muitas vezes ocorreu em desafio às regulamentações anti-sísmicas, promulgadas em 1948. No entanto, Escópia já havia experimentado vários grandes terremotos em sua história. O desrespeito dos códigos de planejamento urbano explica em grande parte a extensão do dano material. Além disso, o Vardar, que atravessa a cidade, teve inundações excepcionais em 1962, e a água enfraqueceu as fundações dos edifícios.

## O sismo

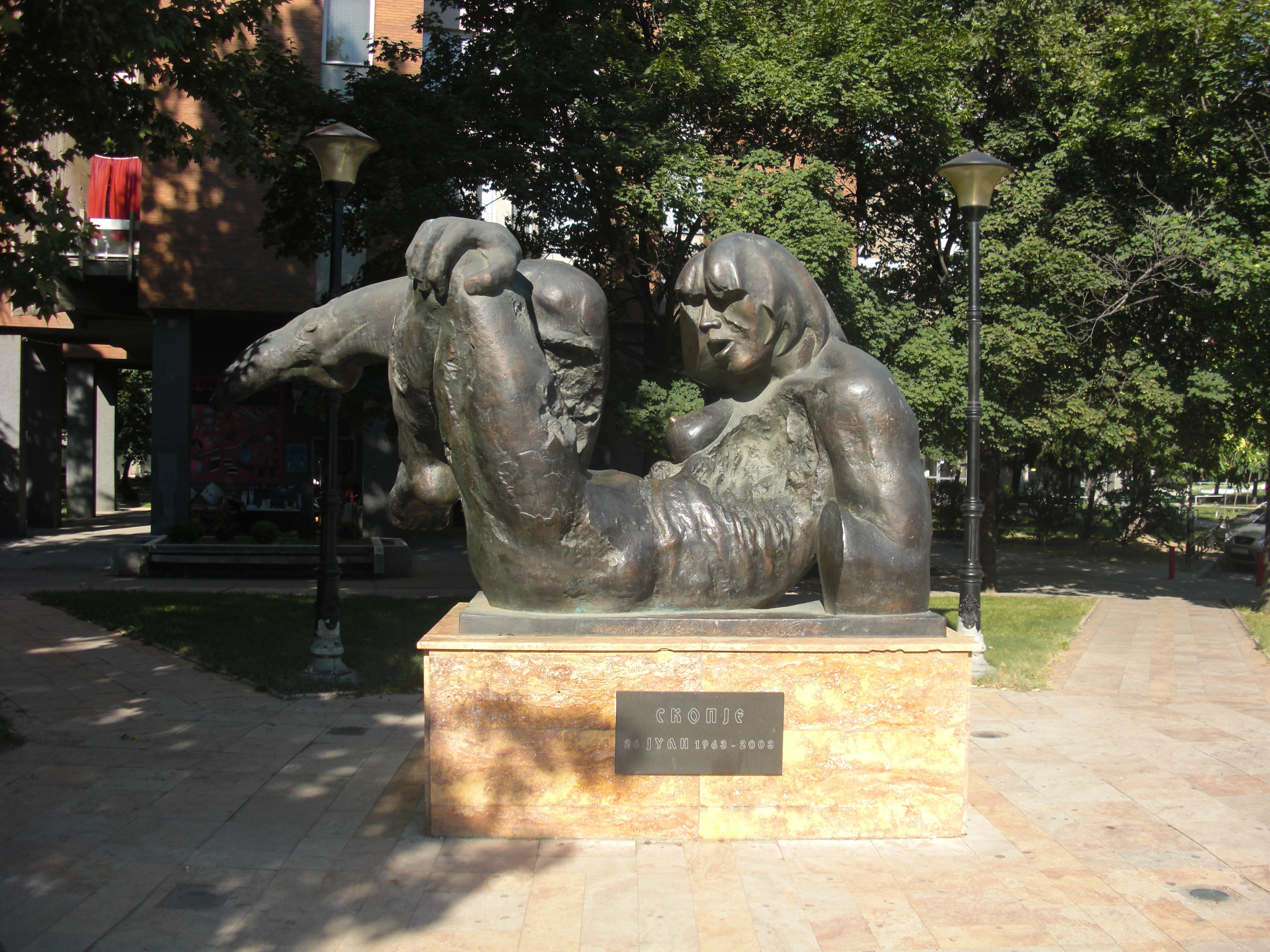
O monumento erguido em memória das vítimas, instalado perto do museu da cidade de Escópia.

O terremoto ocorreu às 5h17 (hora local) e durou cerca de 20 segundos. Ao final deste primeiro terremoto com magnitude estimada em 6,9 na escala Richter, 6,1 na escala de magnitude do momento ou IX na escala Mercalli, vários tremores secundários se sucedem até às 5h43.
O primeiro choque, o mais forte, é sentido em toda a Macedônia, com uma intensidade variando entre IV e IX na escala Mercalli. Também é sentido em Sofia, a mais de 170 km de distância, e Salonica, a 195 km de distância. Em Belgrado e Podgorica, foram observadas intensidades III na escala Mercalli.
A cidade foi em grande parte destruída. Nas proximidades, as aldeias de Zlokoukyani e Bardovtsi também sofreram danos pesados. O epicentro estava localizado a cerca de dez quilômetros ao norte de Escópia, e o hipocentro foi estimado em cinco quilômetros de profundidade. O primeiro choque liberou β10²² ergs de energia.
O terremoto de Escópia lembra muito o de Agadir, ocorrido três anos antes. Os choques, de intensidade moderada, concentraram-se em área restrita e causaram danos enormes.

## Consequências

### Perdas humanas

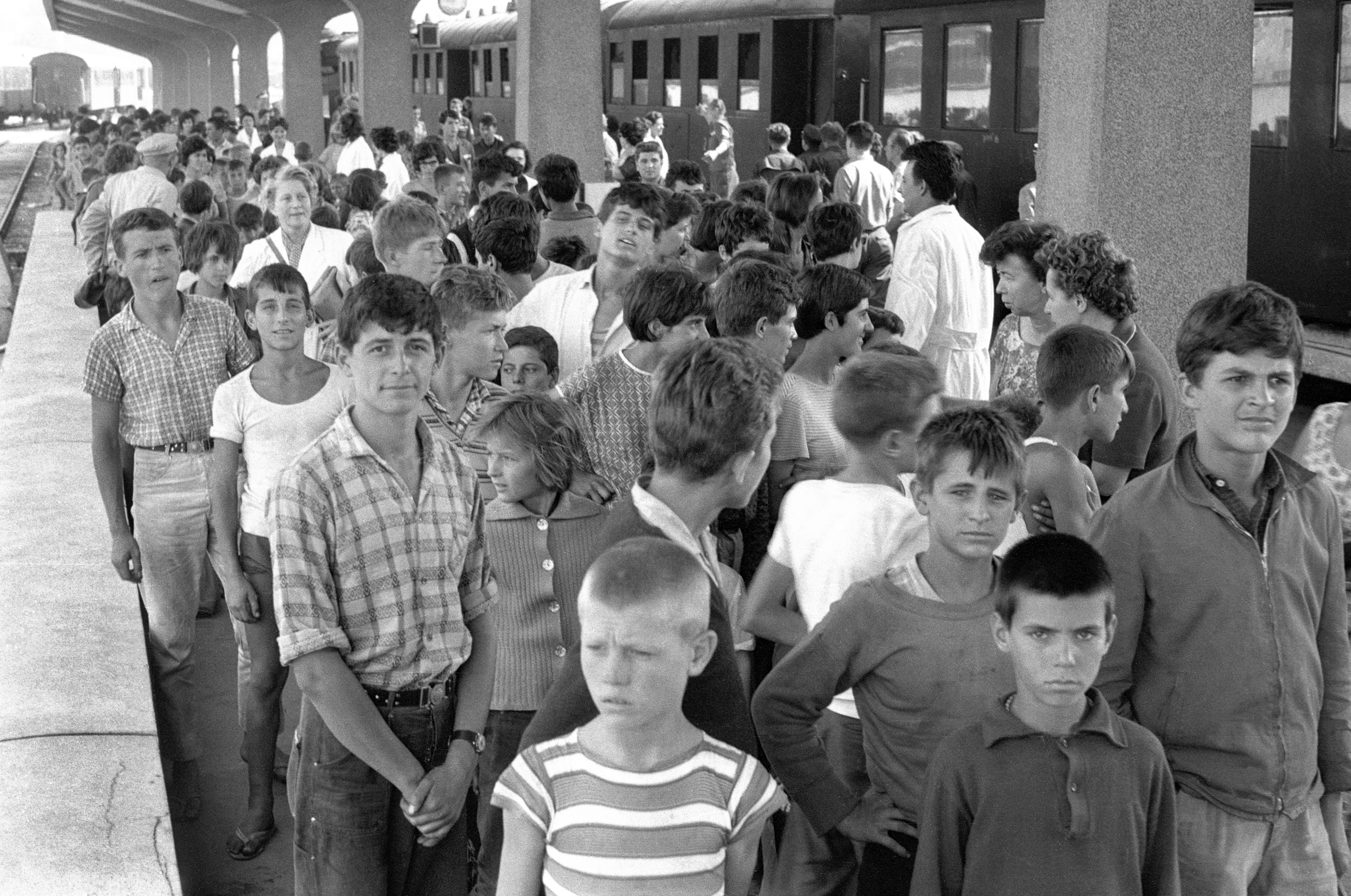
Em 2 de agosto de 1963, chegaram na estação de Maribor, crianças e jovens adolescentes de Escópia que foram evacuados para a Eslovênia no outro extremo da Iugoslávia.

O terremoto matou cerca de 1 070 pessoas e feriu 3 300 pessoas, metade das quais permaneceu incapacitada por toda a vida. O pequeno número de mortes em comparação com a taxa de destruição é explicado pelo fato de que o terremoto ocorre no verão, quando muitos habitantes da cidade estão ausentes nos feriados. No entanto, por causa da primeira hora do desastre (5h17), um grande número de pessoas é surpreendido durante o sono, e cerca de dezesseis mil são enterrados vivos nos escombros..
Imediatamente após o terremoto, todos os idosos, mães com filhos e residentes com menos de quinze anos de idade são evacuados para outras cidades iugoslavas. Outras pessoas estão alojadas em tendas instaladas em parques da cidade ou em parentes que residem em outras cidades. Pessoas cujas casas ainda são habitáveis podem continuar residindo lá, e toda a população retornou a Escópia depois de nove meses.

### Danos materiais

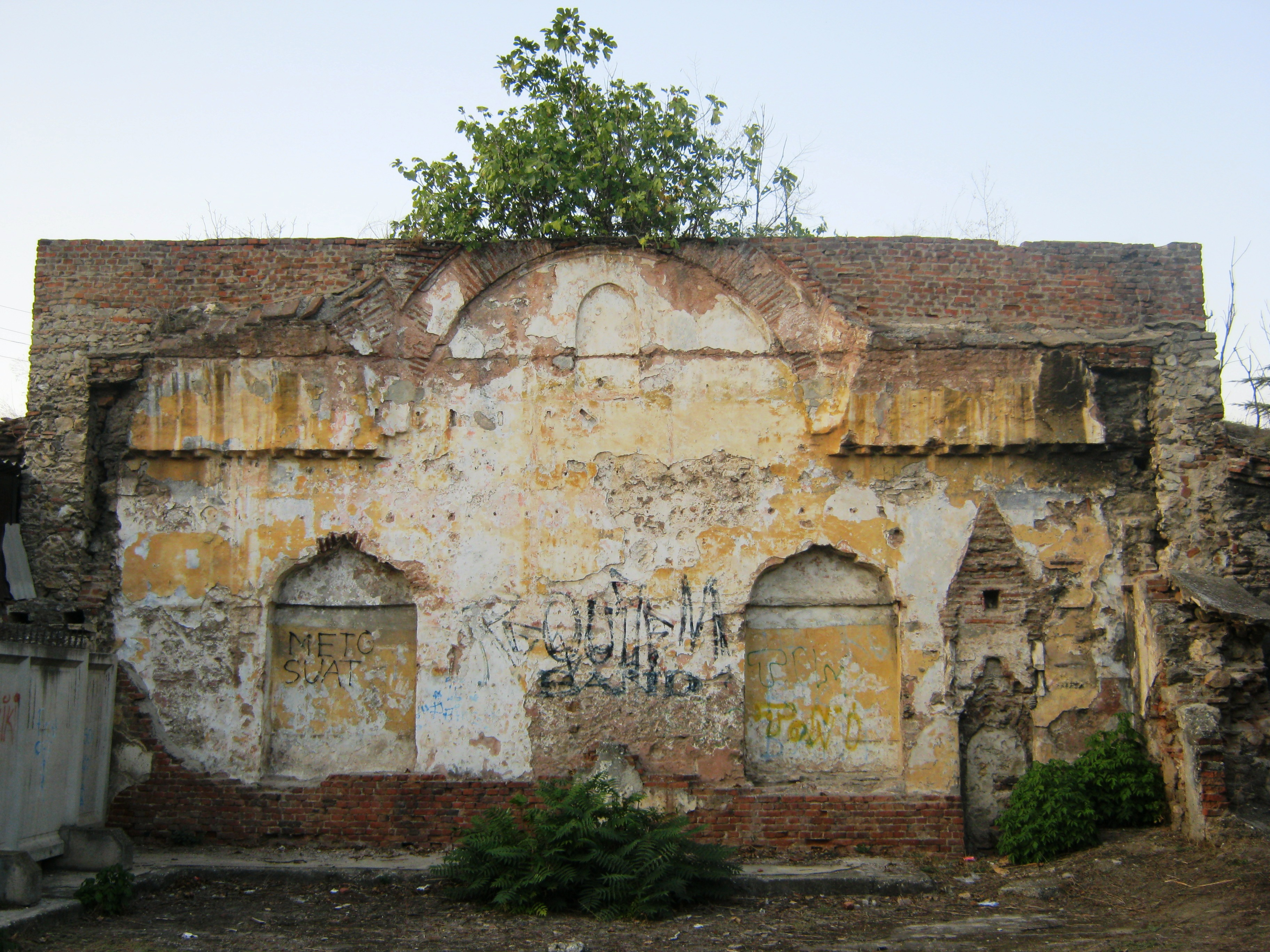
Os restos de um banho turco otomano que foi destruída no terremoto.

Após o terremoto, cerca de um terço dos edifícios que permaneceram visualmente intactos tiveram que ser dinamitados, e 80.7% de Escópia foi destruído. 75% das áreas residenciais foram destruídos para, e 70% da população da cidade ficou sem teto.
O terremoto também destruiu 8 escolas primárias e 11 escolas secundárias, 32 instalações esportivas, 9 policlínicas e muitas outras instituições, como a universidade, cujos laboratórios foram reduzidos a poeira, e a biblioteca nacional. O dano é estimado em um bilhão de dólares, quase o orçamento anual de toda a Iugoslávia. Isso significa que o custo de reconstrução não é apenas alto demais para a cidade, mas também para todo o país.
Escópia também perdeu uma grande parte do seu patrimônio histórico e cultural. O antigo bazar foi muito danificado e várias mesquitas do século XV foram totalmente destruídas. A cidade também perde dois hammas otomanos, assim como sua fortaleza, da qual só restaram as fundações. O museu arqueológico da Macedônia, que estava na fortaleza, foi perdido.

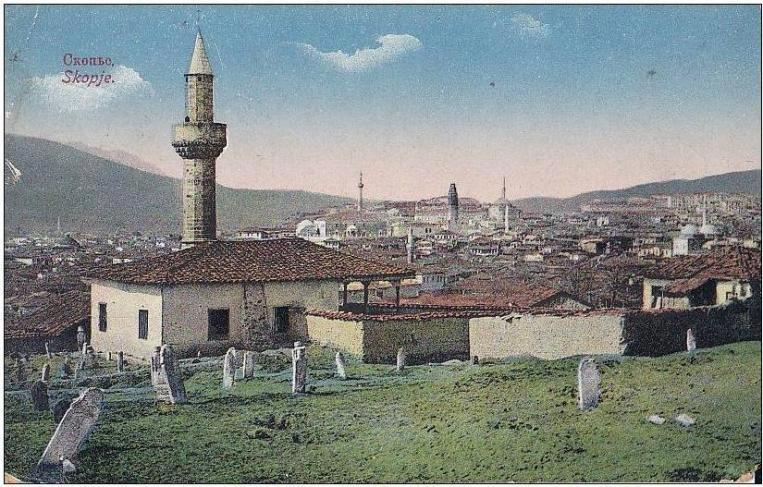
A Mesquita de Tutunsuz, construída no século XVII no lugar do antigo bazar, desapareceu inteiramente em 1963.

Do outro lado do Vardar, os bairros modernos são ainda mais afetados e praticamente todos os icônicos prédios do centro desaparecem, incluindo a Casa dos Oficiais, o Banco Nacional, o Teatro Nacional, a Câmara Municipal e o Pavilhão de Exposições. Um dos únicos grandes monumentos modernos a escapar da destruição é o Palácio da Assembleia, que remonta à década de 1930. A estação, parcialmente em colapso, permanece utilizável. Finalmente, ferrovias e infraestrutura subterrânea escaparam em grande parte do desastre.
Em geral, as construções menos resistentes à agitação são aquelas feitas de tijolo e pedra. Casas tradicionais com estruturas de madeira e edifícios de concreto armado sofreram menos, assim como as grandes torres residenciais, que geralmente eram sólidas e bem projetadas. Edifícios coletivos, no entanto, eram na maior parte pequenos e tinham sido construídos de forma rápida e barata.
As fábricas, localizadas principalmente na periferia, resistiram muito bem, com a notável exceção de algumas grandes chaminés. As represas da região, e em particular a do lago Matka, não sofreram danos. Finalmente, os bairros construídos no sopé do Monte Vodno, ao sul do centro, bem como os de Kisela Voda, no sudeste, foram poupados.

Alguns monumentos destruídos pelo terremoto :

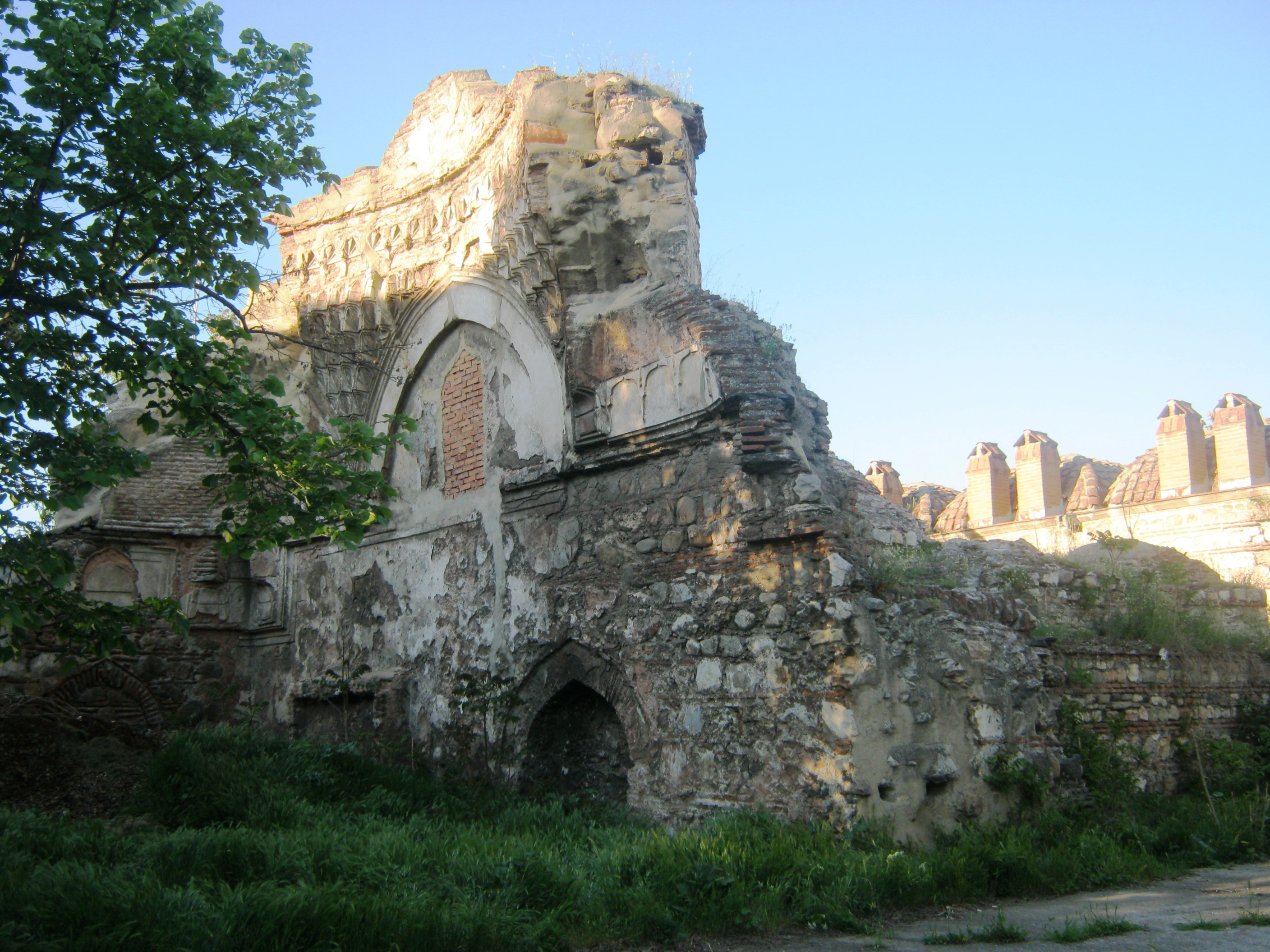
Um banho turco otomano em ruínas.
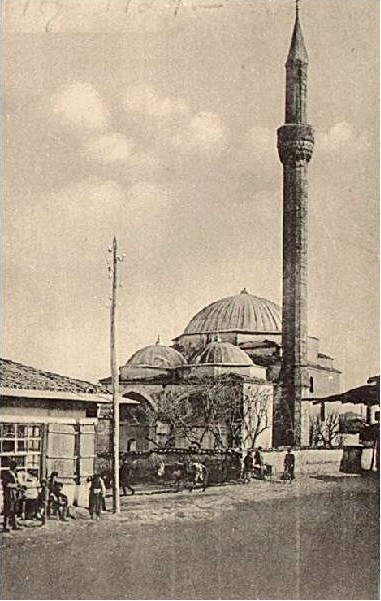
A mesquita Dukancik.
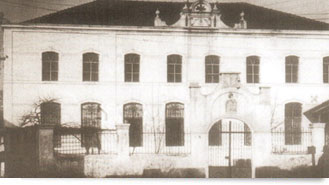
A sinagoga Bet Yakov.
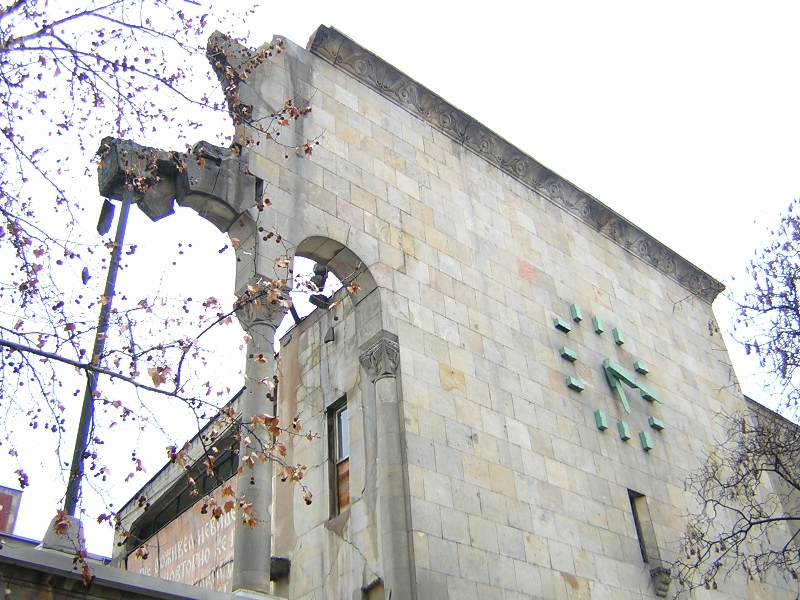
O relógio estação ferroviária indica a hora do terremoto.
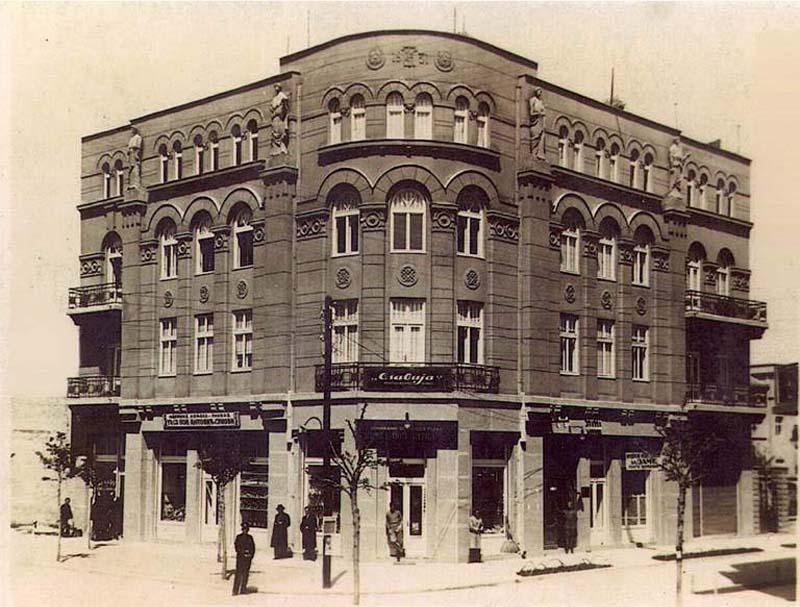
O palácio Čitkušev.
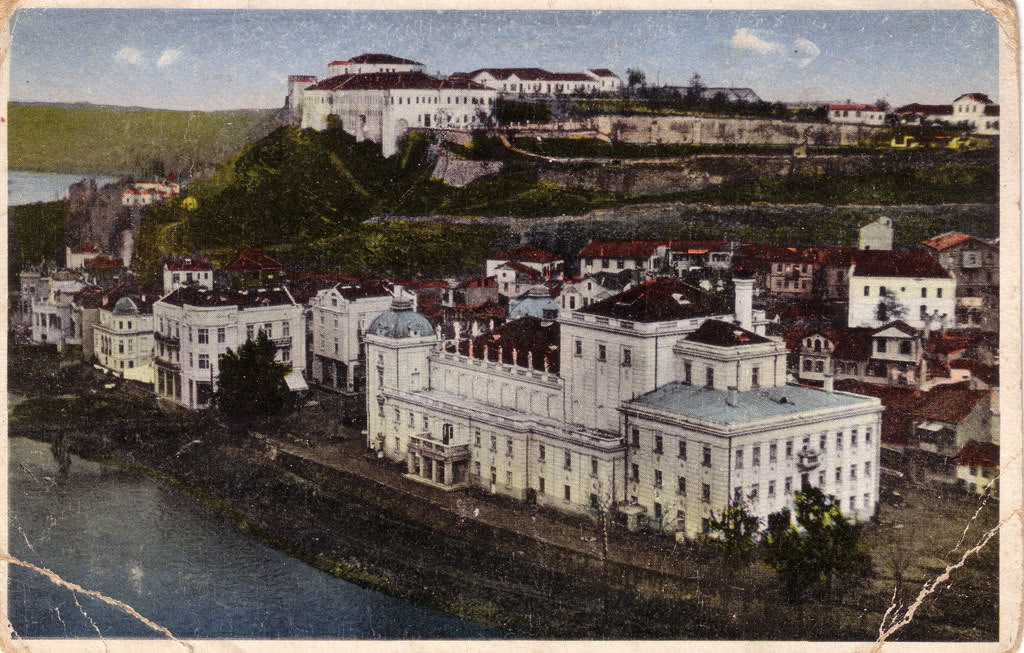
O Teatro Nacional Macedônio.
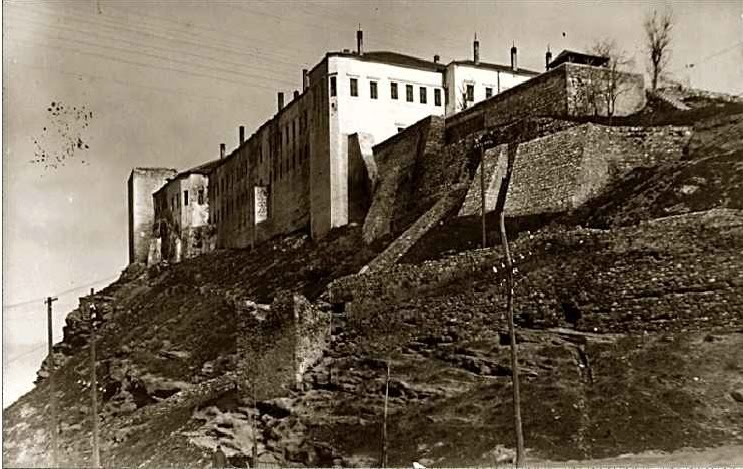
A fortaleza de Escópia.

## Reações

### Comunidade internacional

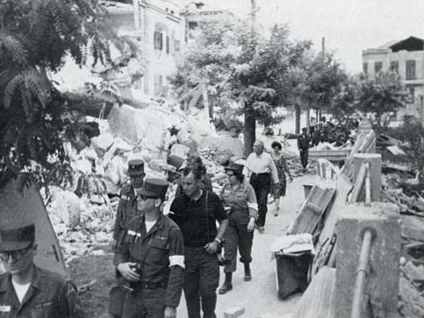
O exército norte-americano nas ruínas de Escópia.

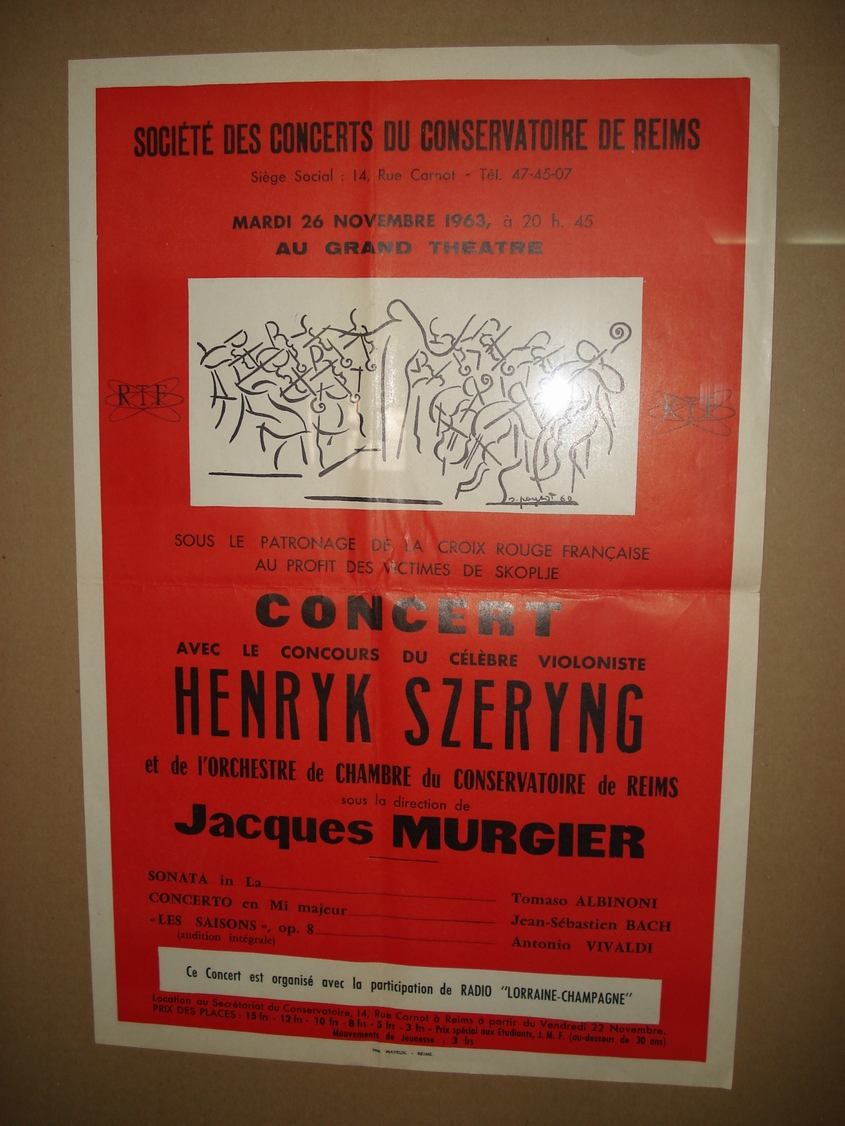
Cartaz para um concerto de caridade em Reims.

Reforços do exército iugoslavo foram imediatamente enviados ao local, mas seus esforços são insuficientes, o marechal Tito busca a ajuda das Nações Unidas. 35 Estados-Membros solicitam com urgência que a Assembleia Geral da ONU coloque Escópia na sua ordem do dia. A assistência de 77 países é canalizada sob a forma de dinheiro, médicos, equipes de reconstrução e doações de alimentos.
O evento é transmitido pela mídia mundial, e Escópia se beneficia muito da posição não alinhada da Iugoslávia, uma vez que recebeu tanta atenção do mundo ocidental quanto do bloco comunista. Por exemplo, o presidente dos EUA, John F. Kennedy, manda pessoal militar, casas pré-fabricadas e tendas, enquanto Nikita Khrushchev visita pessoalmente a cidade. Para os soldados norte-americanos e soviéticos, esta foi a primeira oportunidade para apertar as mãos desde o Dia do Elba em Torgau em 1945.
Vários estados ou doadores construíram infra-estruturas ou bairros inteiros, e alguns locais em Escópia ainda se lembram desta generosidade. Por exemplo, o distrito de Deksion, no município de Guiortche Petrov, preserva a memória dos materiais de construção australianos Dexion, oferecidos por um filantropo, o hospital Bucareste foi financiado pela Romênia, e vários edifícios altos de Karpoš são apelidados de edifícios russos (руски згради). Finalmente, há também distritos de habitação pré-fabricados chamados celeiros suecos ou finlandeses (шведски / фински бараки).

### Mundo artístico
Como Escópia havia perdido uma grande parte de sua riqueza artística, a Associação Internacional de Artes Plásticas convocou artistas de todo o mundo em sua convenção de outubro de 1963. Assim, ela buscou constituir um fundo de arte contemporânea que poderia para oferecer à cidade. O Museu de Arte Contemporânea de Escópia, construído pelo governo polonês, tem obras de Pablo Picasso, Hans Hartung, Victor Vasarely, Alexander Calder, Pierre Soulages, Alberto Burri, Christo, etc.
O escritor italiano Alberto Moravia escreveu sobre o desastre:
Jean-Paul Sartre escreveu:

## Reconstrução

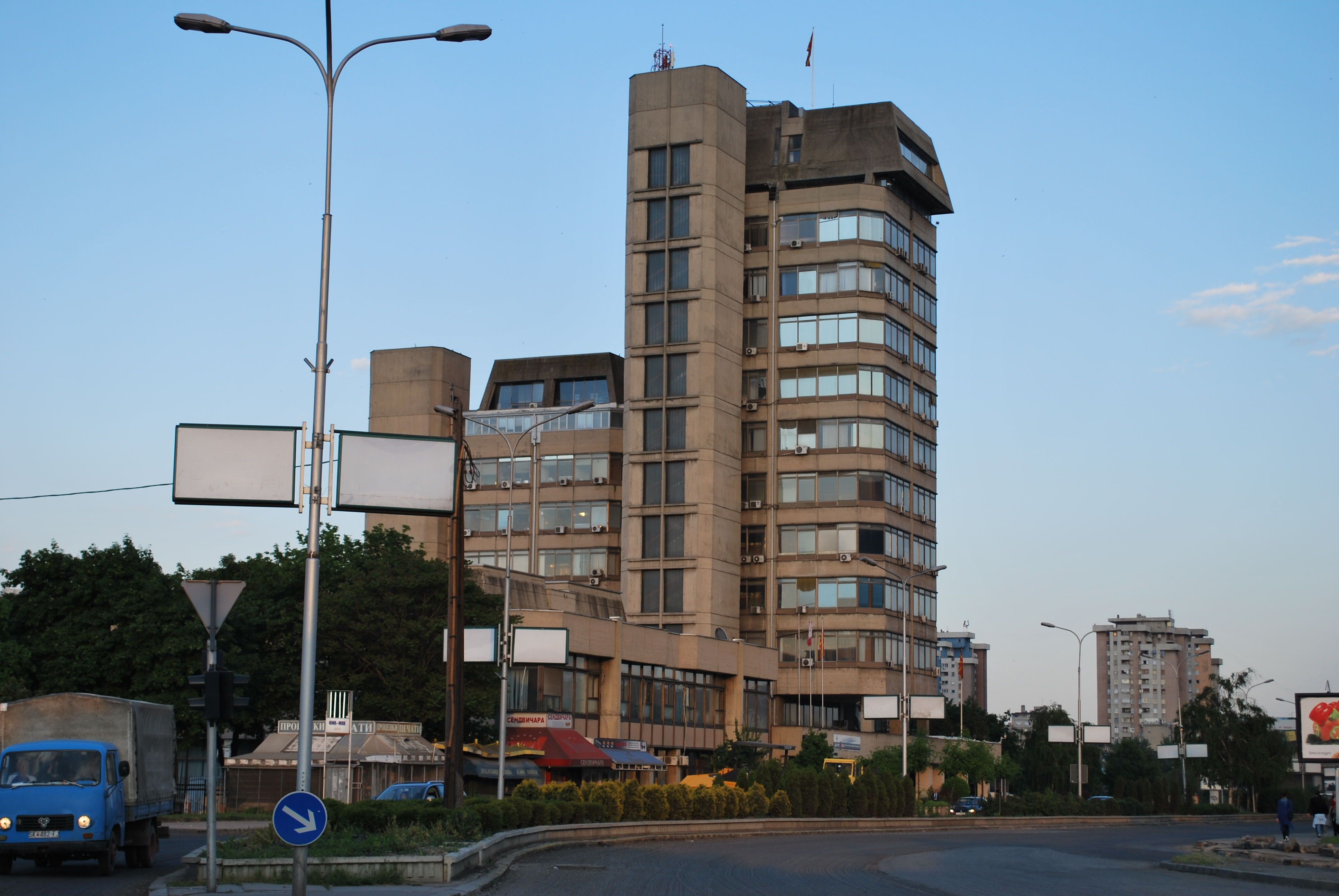
O novo banco nacional.

Durante os primeiros meses após o desastre, ocorre um debate entre os apoiadores da reconstrução e aqueles que propõem o abandono da cidade, porque outros terremotos são esperados no local. Após a prospecção, no entanto, nenhum lugar seguro na Macedônia parece ser capaz de acomodar a nova capital, e o bom estado da infraestrutura de transporte e das fábricas finalmente motiva a reconstrução no mesmo local.Um comitê de reconstrução é nomeado pela ONU em 1964, dirigido por Adolf Ciborowski, um arquiteto polonês que já havia planejado a reconstrução de Varsóvia em 1945. Ele é auxiliado em sua tarefa por sessenta especialistas internacionais e tantos quanto Especialistas iugoslavos. O plano final é apresentado ao público em outubro, durante uma exposição que atrai mais de 10 mil visitantes em uma semana. As obras, que são rápidas, também são muito impressionantes e, durante um exercício de escrita com as crianças de Escópia no evento, a história mais marcante da história da cidade, segundo 80% deles, era a reconstrução da cidade e não o próprio terremoto.

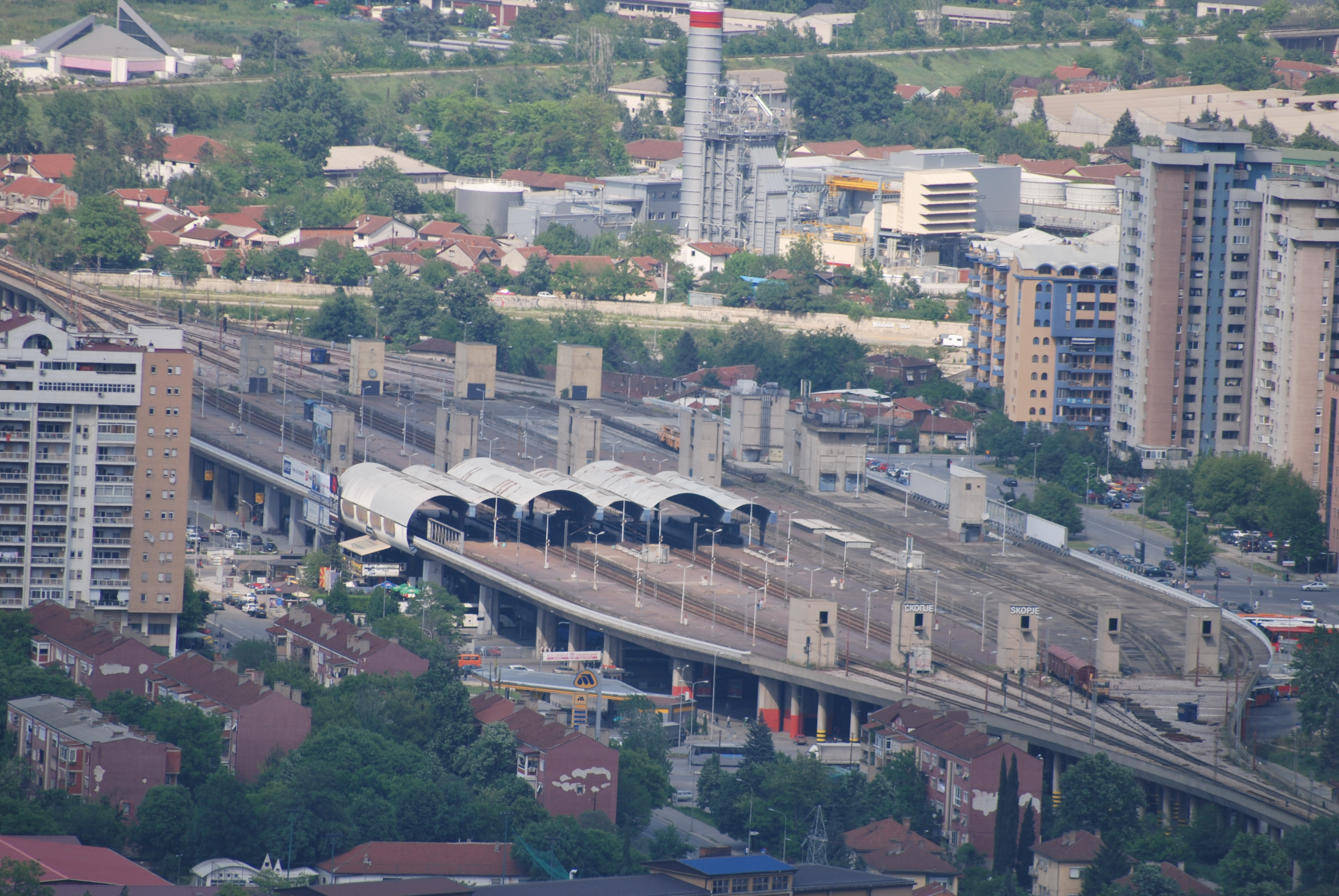
A nova estação ferroviária.

Nos três a cinco anos após o terremoto, os esforços foram concentrados em realocar a população e reiniciar a indústria. A reconstrução teve um profundo impacto psicológico, pois levou ao colapso dos bairros e ao reassentamento aleatório dos habitantes. As pessoas não estavam familiarizadas com suas novas casas de madeira pré-fabricadas, temem incêndios e não podem participar da construção de suas futuras casas. A habitação também é racional e o regime considera que a reconstrução é uma forma de reabilitar a população, incluindo as minorias. No entanto, a comunidade cigana, muito relutante em mover os novos edifícios, foi agrupada em um novo bairro ao norte da cidade, Chouto Orizari, que pode construir como quis. O centro da cidade foi deixado em ruínas, o que permitiu a realização de testes de solo e a organização de uma competição internacional para o seu redesenvolvimento. Este concurso foi vencido por Kenzō Tange, que havia trabalhado na reconstrução de Hiroshima, bem como por um instituto croata. O projeto final, uma síntese do trabalho dos dois laureados, foi apresentada em 1966.

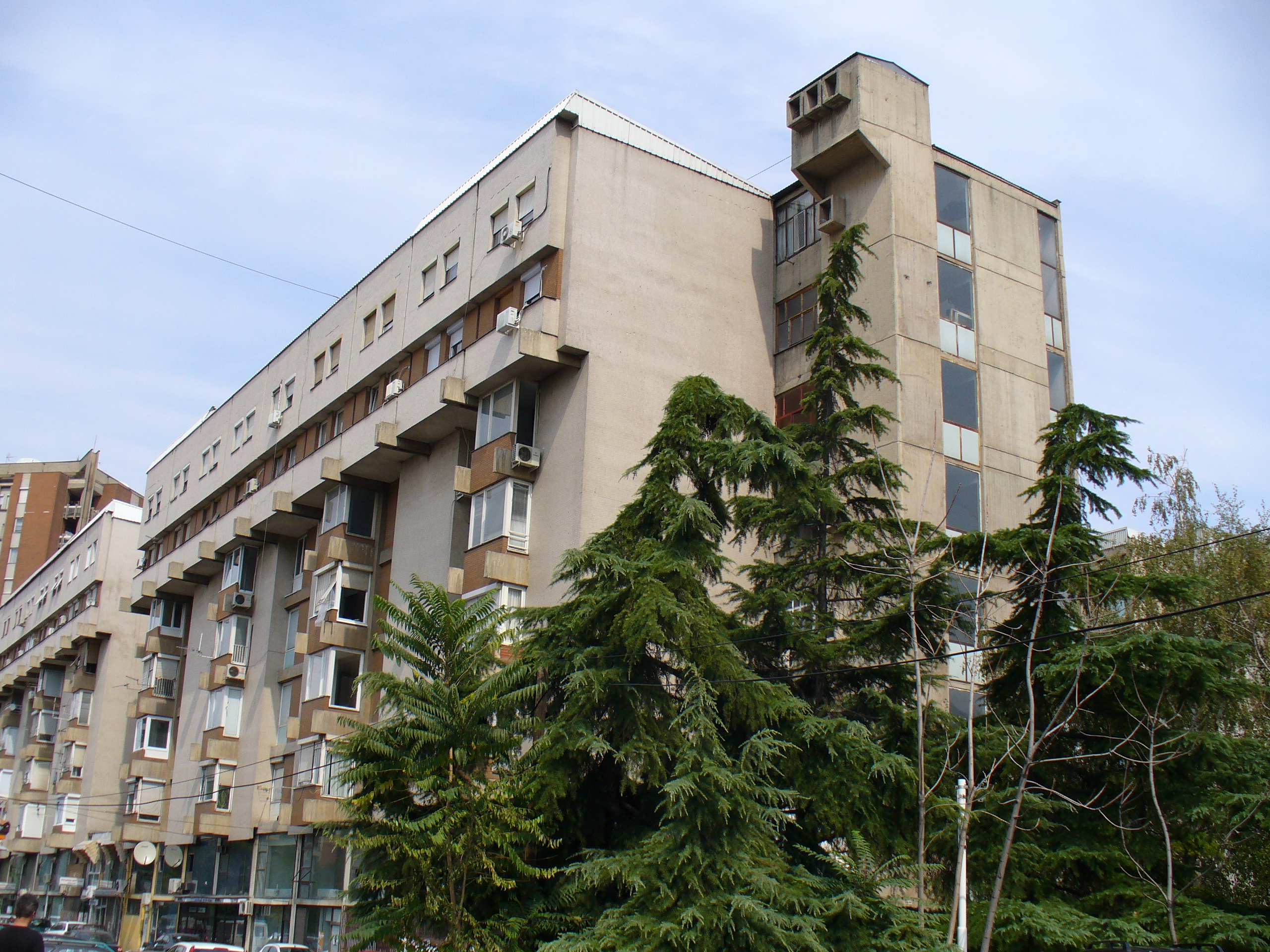
O Muro da Cidade, uma série de edifícios projetados por Kenzo Tange como um muro ao redor do centro da cidade, supostamente para protegê-la contra um novo desastre.

A reconstrução durou até 1980, embora alguns elementos nunca tenham sido construídos, devido ao esgotamento de fundos e ao agravamento da inflação na Iugoslávia. Eles dão origem a uma cidade totalmente nova, composta de unidades dedicadas a usos específicos, como indústria, comércio e habitação. Cada unidade de habitação deveria ser capaz de acomodar 6 000 pessoas, e elas deveriam viver a menos de 15 minutos a pé de um ponto de ônibus. A estação de trem foi um dos únicos edifícios antigos preservados no centro. Deixado parcialmente em ruínas, seu relógio parou na hora do terremoto, foi transformado em um museu da cidade de Escópia. Grande parte do antigo bazar otomano, na margem norte do Vardar, foi restaurada e preservada.

Alguns monumentos que desapareceram durante o terremoto foram reconstruídos muito mais tarde. Este é notavelmente o caso da fortaleza, que foi reconstruída pedra a pedra nos anos 2000, o Teatro Nacional da Macedônia, inaugurado em 2013, e várias mesquitas no antigo bazar, que foram reconstruídas após a independência do país em 1991.

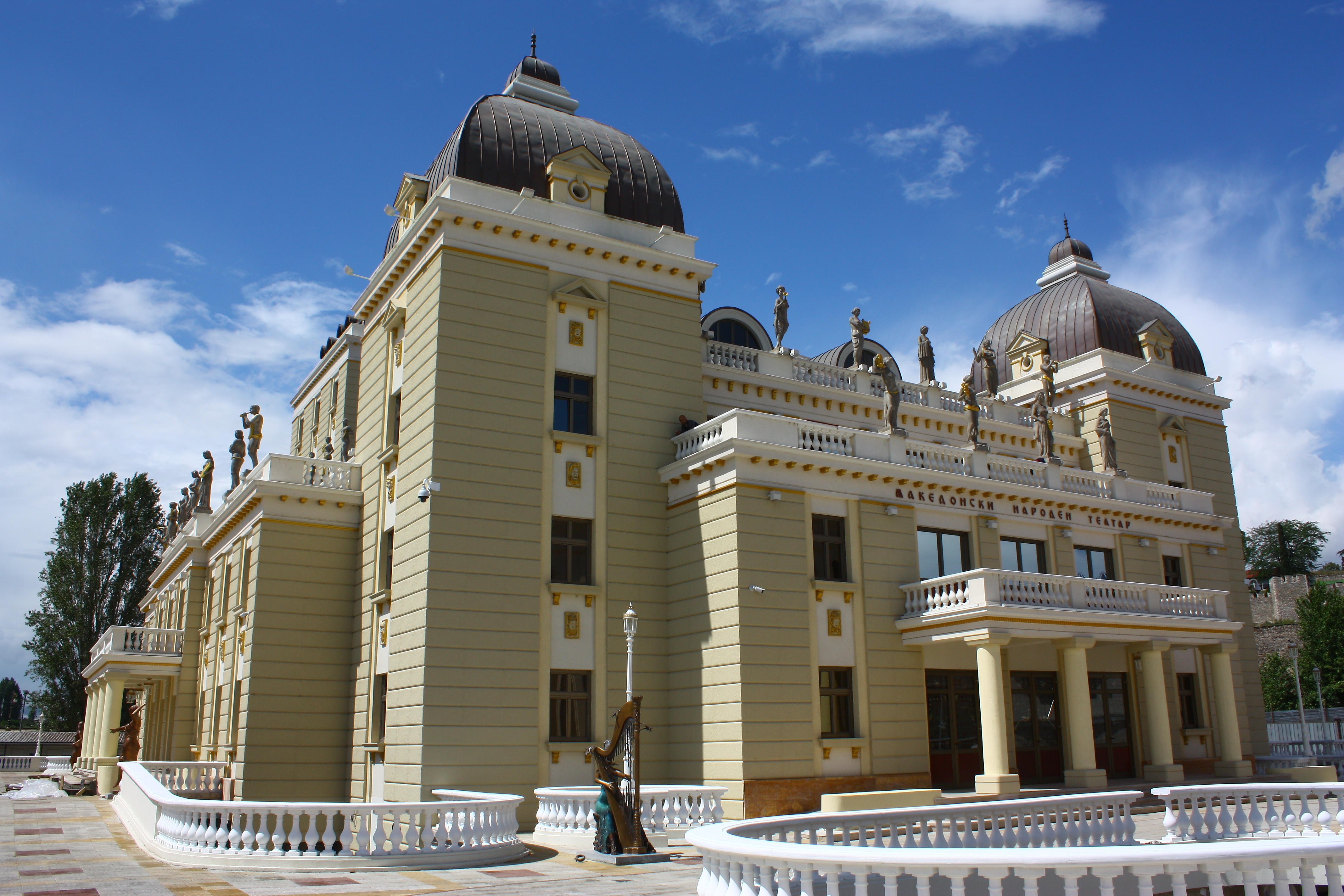
O Teatro Nacional Macedônio, reconstruído de forma idêntica.
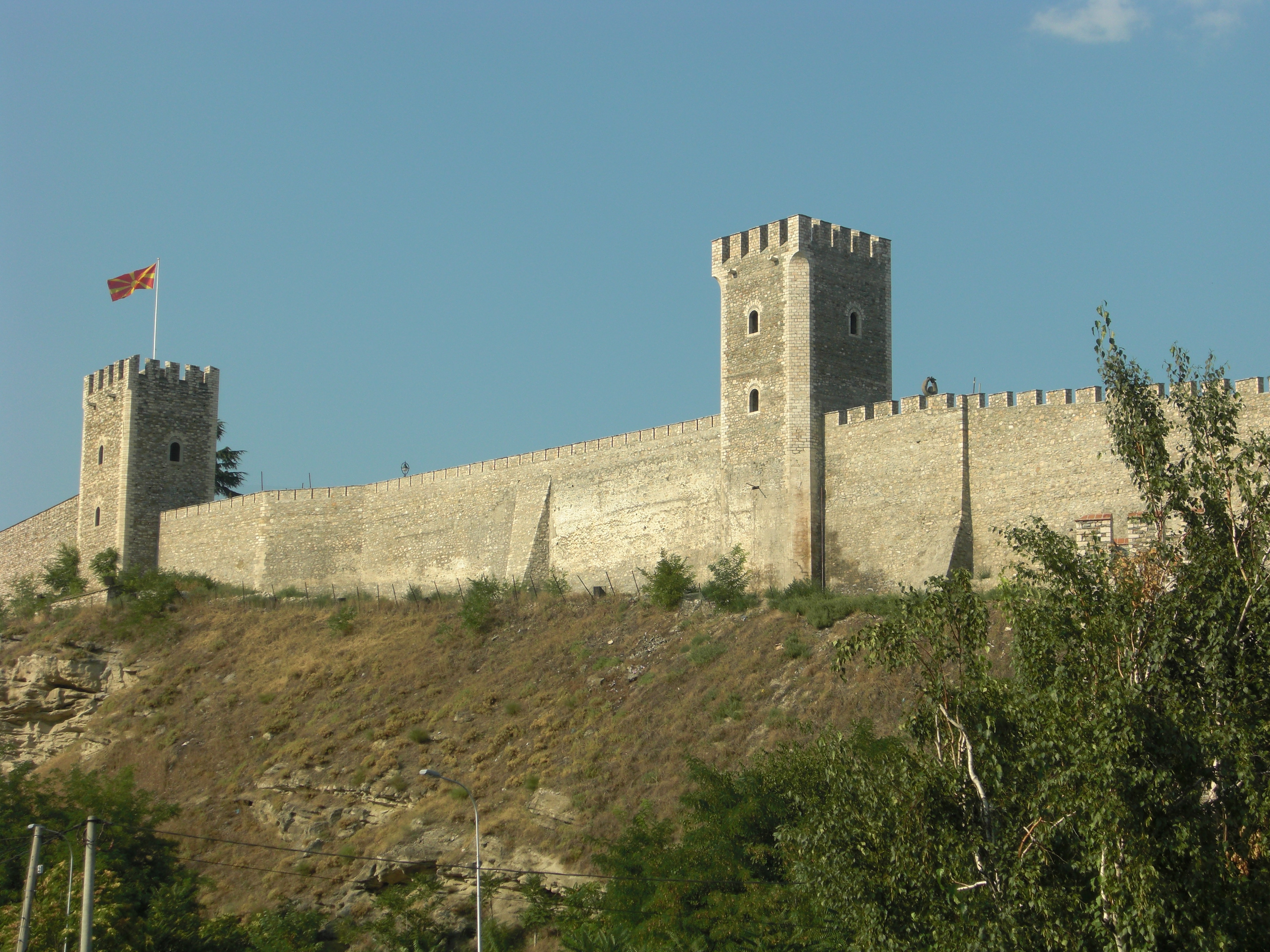
A fortaleza de Escópia, remontada pedra por pedra.
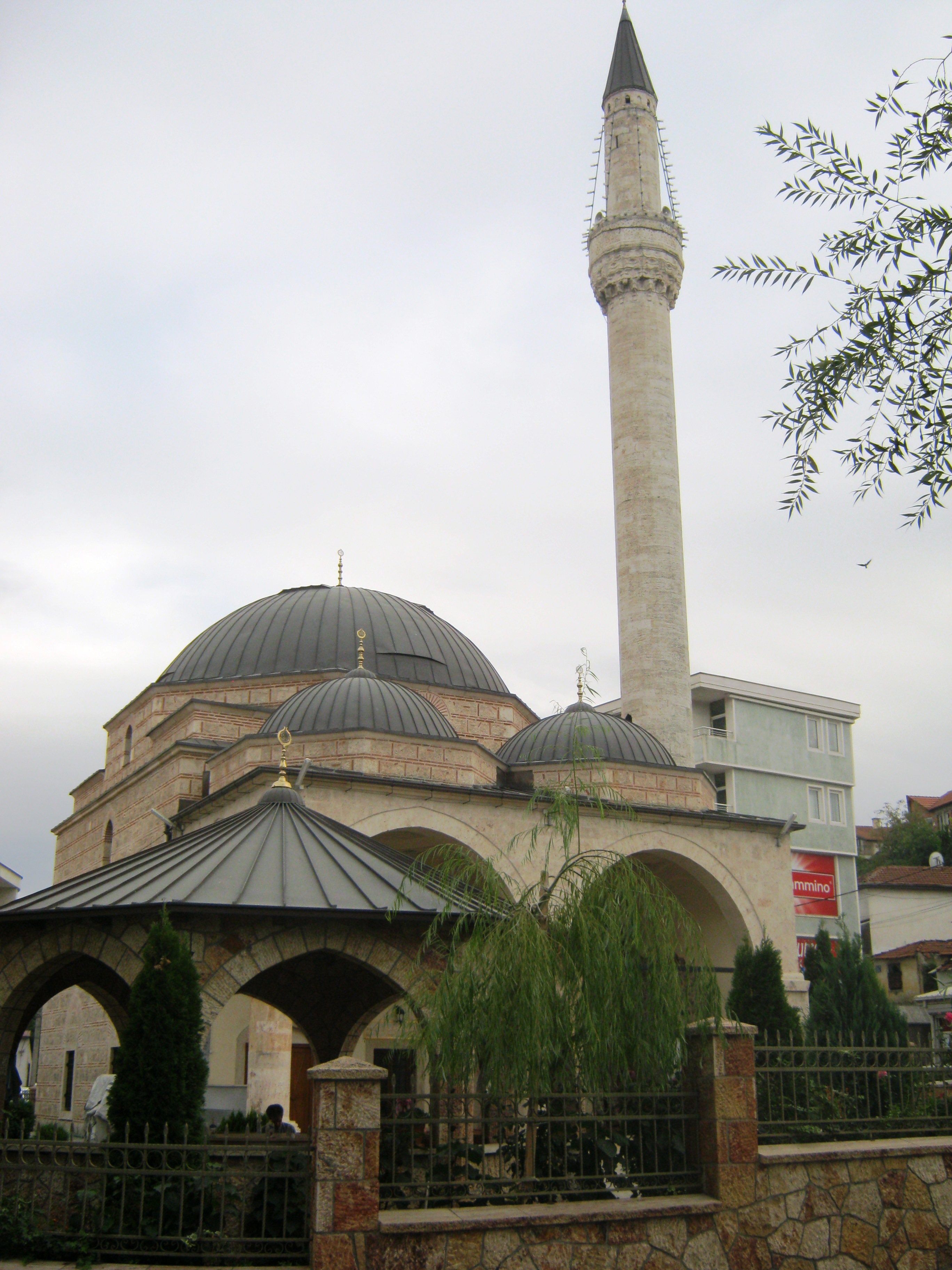
A mesquita Dukancik, reconstruída na década de 1990.
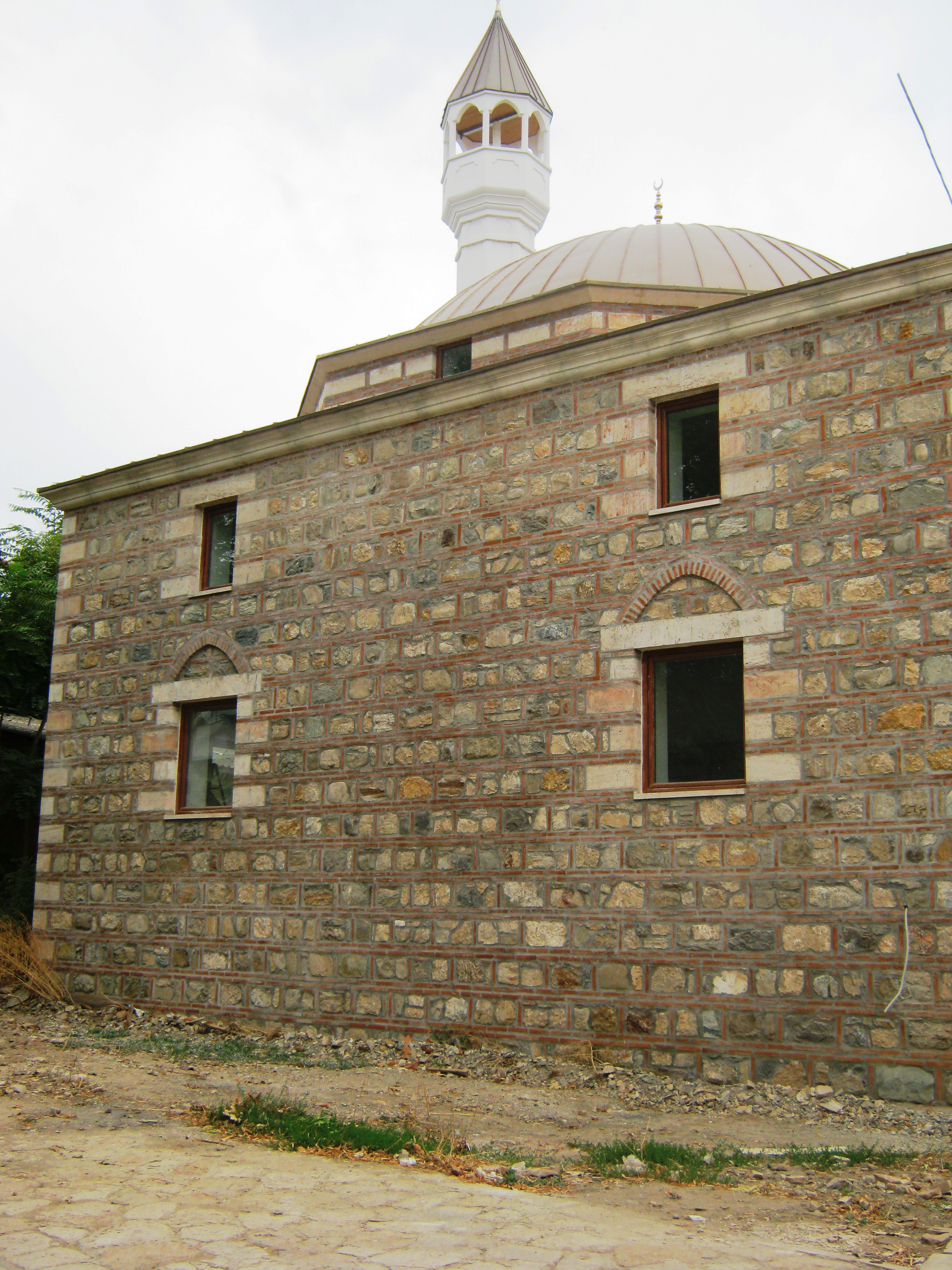
Mesquita Arasta, reconstruída nos anos 2000.
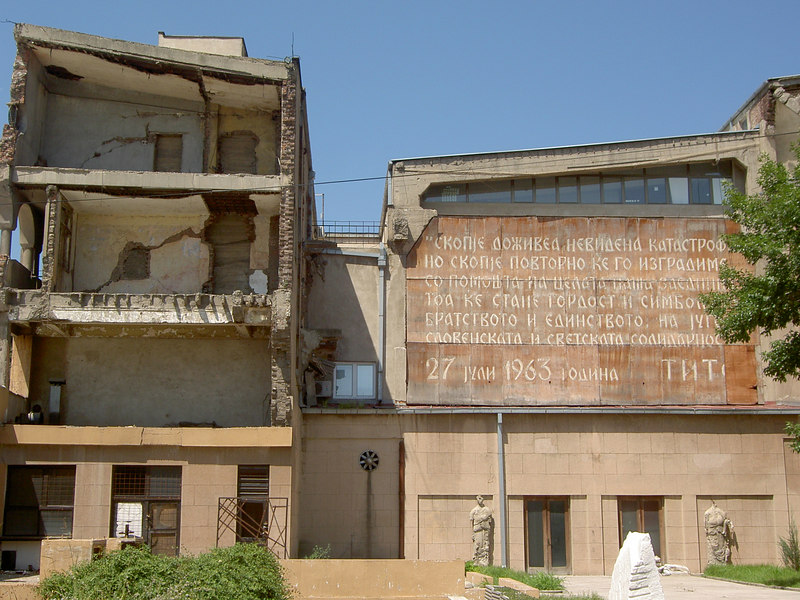
A antiga estação, deixada em ruínas e transformada em Museu da cidade de Escópia.